# Gomphus militaris
Gomphus militaris är en trollsländeart. Gomphus militaris ingår i släktet Gomphus och familjen flodtrollsländor. Utöver nominatformen finns också underarten G. m. militaris.